# Кувшин с бородачом

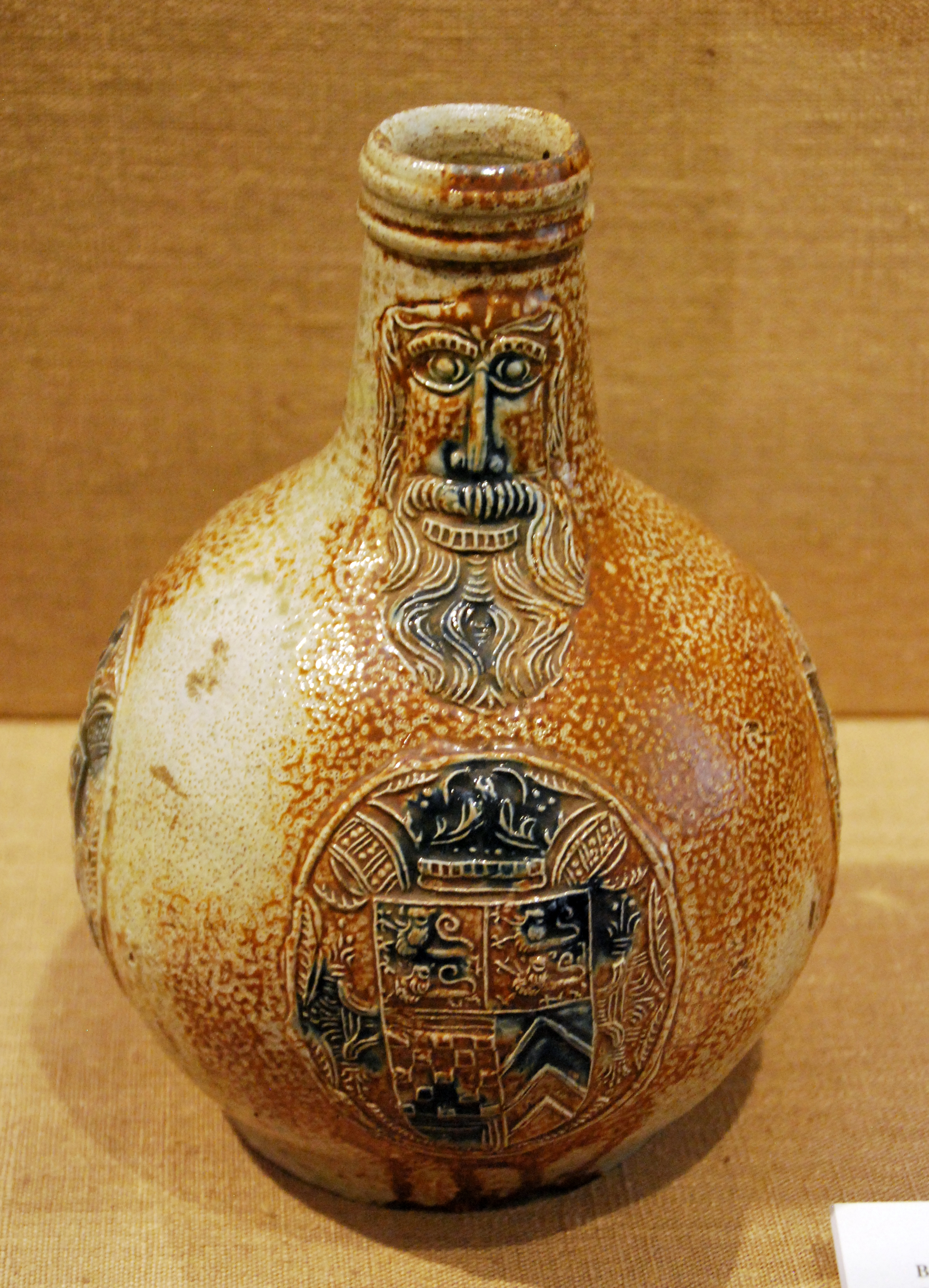
Кувшин бородача, изготовленный примерно в 1600 году во Фрехене

Кувшин с бородатым человеком (нем. Bartmannskrug), также известный как Беллармина, — глиняный сосуд, покрытый коричневой соляной глазурью, выполненный из штайнгута (особо твёрдой «глино-каменной» массы). Такие сосуды изготавливали в Рейнской области, преимущественно во Фрехене, Кёльне и прилегающих регионах, в XVI—XVII веках.
Характерной чертой этих сосудов является рельефное изображение лица бородатого мужчины, размещённое на нижней части горлышка. Кувшины могли иметь различную форму — от бутылок и кружек до классических сосудов — и использовались в самых разных целях: для хранения и транспортировки продуктов, вина, других напитков, а также в качестве оберегов или декоративных предметов.
«Кувшин с бородатым человеком» стал одним из символов немецкого города Фрехена и считается его традиционным гончарным изделием.

## История
В Рейнской области, в немецком городе Кёльн и его окрестностях — прежде всего в Зигбурге, Тросдорфе и Фрехене — в период между поздним Средневековьем и ранним Новым временем было налажено массовое производство керамической посуды из особого вида керамики с соляной глазурью. Эта керамика активно экспортировалась в Северную и Восточную Европу, а позднее — в колонии Северной Америки и Азии. Поверхность изделий традиционно украшали рельефными узорами, изображениями и сценами, выполненными с помощью формования.
Одним из самых популярных декоративных мотивов у гончаров Кёльна и Фрехена в XVI—XVII веках было изображение бородатого мужского лица на горлышках керамических кувшинов. Массовое изготовление таких сосудов началось в Кёльне в 1520—1530-х годах, а позднее центр производства переместился во Фрехен.
Наиболее ранние примеры подобных сосудов — неглазурованные кувшины с изображением бородача или аналогичные изделия — датируются XIII—XV веками. Они были найдены при археологических раскопках в Бардовикке и Потсдаме и были изготовлены из Вальденбургской керамики.
Кувшины с изображением бородача стали своего рода визитной карточкой гончарного производства Фрехена. Сосуды, выполненные за пределами Рейнской области — например, в Голландии или Англии, — считались подделками. Их нередко изготавливали немецкие иммигранты, пытавшиеся воспроизвести оригинальные изделия. Во второй половине XIX века, на волне возрождения интереса к традиционному немецкому гончарному искусству, в Рейнской области было вновь налажено массовое производство кувшинов бородачей. Новые изделия создавались по образцам из музейных коллекций, с бережным вниманием к историческим формам и декоративным мотивам.

## Описание и значение
Отличительной чертой кувшина с бородачом является рельефное изображение лица бородатого мужчины, размещённое на нижней части горлышка сосуда. По одной из версий, этот образ восходит к фигуре «дикого человека» — популярного персонажа североевропейского фольклора. В XIV веке «дикий человек» часто изображался в изобразительном искусстве: от иллюминированных рукописей до металлических украшений. Существуют и другие трактовки. Согласно одной из них, на сосудах изображён Бог Отец. По другой — лицо бородача вовсе не имело определённого значения и служило лишь декоративным элементом, типичным для эстетики Ренессанса.
Кувшин с бородачом мог выполнять как охранную, так и чисто декоративную функцию. В XVII веке такие сосуды использовались в качестве так называемых ведьминых бутылок — оберегов, популярных в Западной Европе. Их наполняли различными веществами, включая мочу, волосы или другие приворотные настои, чтобы защититься от сглаза и колдовства. Считалось, что гримаса бородача служит магическим символом и отпугивает нечистую силу.
В XVI веке беллармины также украшали цветами, дубовыми листьями или желудями. В XVII веке на сосудах также часто изображались гербы королевской семьи, знатных родов или городов. Среди других декоративных элементов встречались и религиозные мотивы, например надпись DRINCK VND EZT GODEZ NIT VERGEZT (нем. Пей и ешь, про Бога не забудь). На протяжении XVII века форма и декор сосудов с бородачами становился всё более простым и грубым.
Другое распространённое название кувшина с бородачом — «беллармина», упоминалось с 1634 года и связано с именем кардинала Роберта Беллармина (1542—1621), ярого противника протестантизма в Нидерландах и северной Германии. Предположительно голландские и немецкие протестанты таким образом высмеивали кардинала, по другой версии над кардиналом таким образом потешались из-за его ненависти к алкоголю.

## Распространение
Кувшины с бородачами стали популярным экспортным товаром, особенно в Англии и Голландии, где они были известны под названиями Greybeards или Bellarmine. Осколки этих сосудов, наряду с другими образцами рейнской керамики, археологи регулярно находят в различных уголках мира — в том числе на местах кораблекрушений.
Кувшины с бородачами попадали в разные страны в ходе международной торговли, европейской колонизации и массовой эмиграции. Несколько таких сосудов были обнаружены на месте крушения английского судна Sea Venture, затонувшего у берегов Бермудских островов в 1609 году. Керамика датировалась 1580-1590-ми годами, что свидетельствует о её надёжности и долговечности: к моменту крушения кувшинам было уже около 20 лет.
Голландцы, в свою очередь, применяли кувшины с бородачами для транспортировки ртути в период деятельности Ост-Индской компании. Фрагменты этих сосудов находят на самых разных местах кораблекрушений в том числе в Северном море или у берегов Западной Австралии.
Кувшины с бородачами также были обнаружены в погребениях индейцев времён английской колонизации, например, в районе реки Уоррен в штате Род-Айленд. Один из кувшинов, подаренный в 1840 году Музею Виктории и Альберта в Лондоне, предположительно был спасён с борта затонувшего в XVI веке военного корабля Mary Rose.

## Галерея

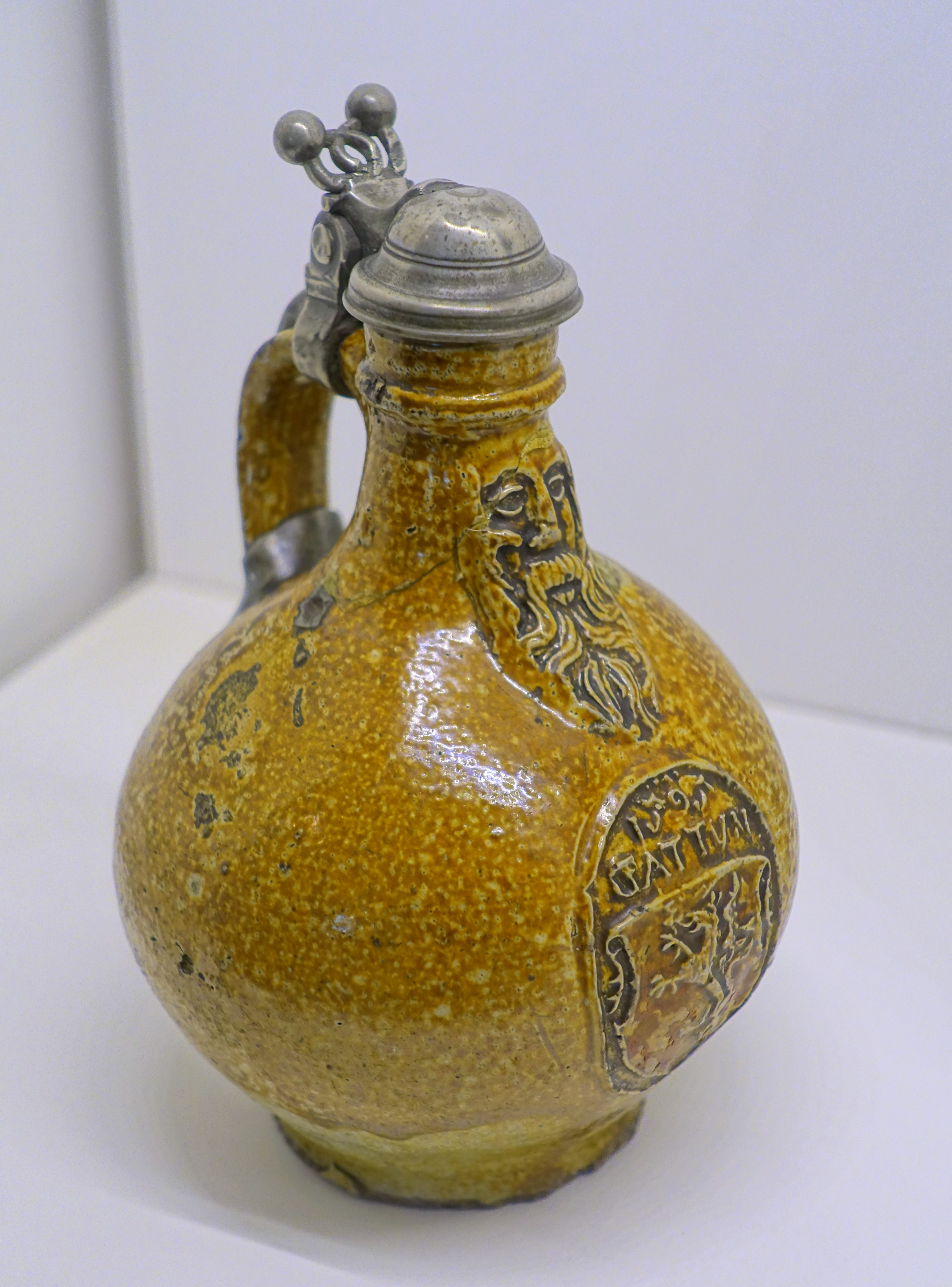
Сосуд 1595 года изготовления, Монреаль
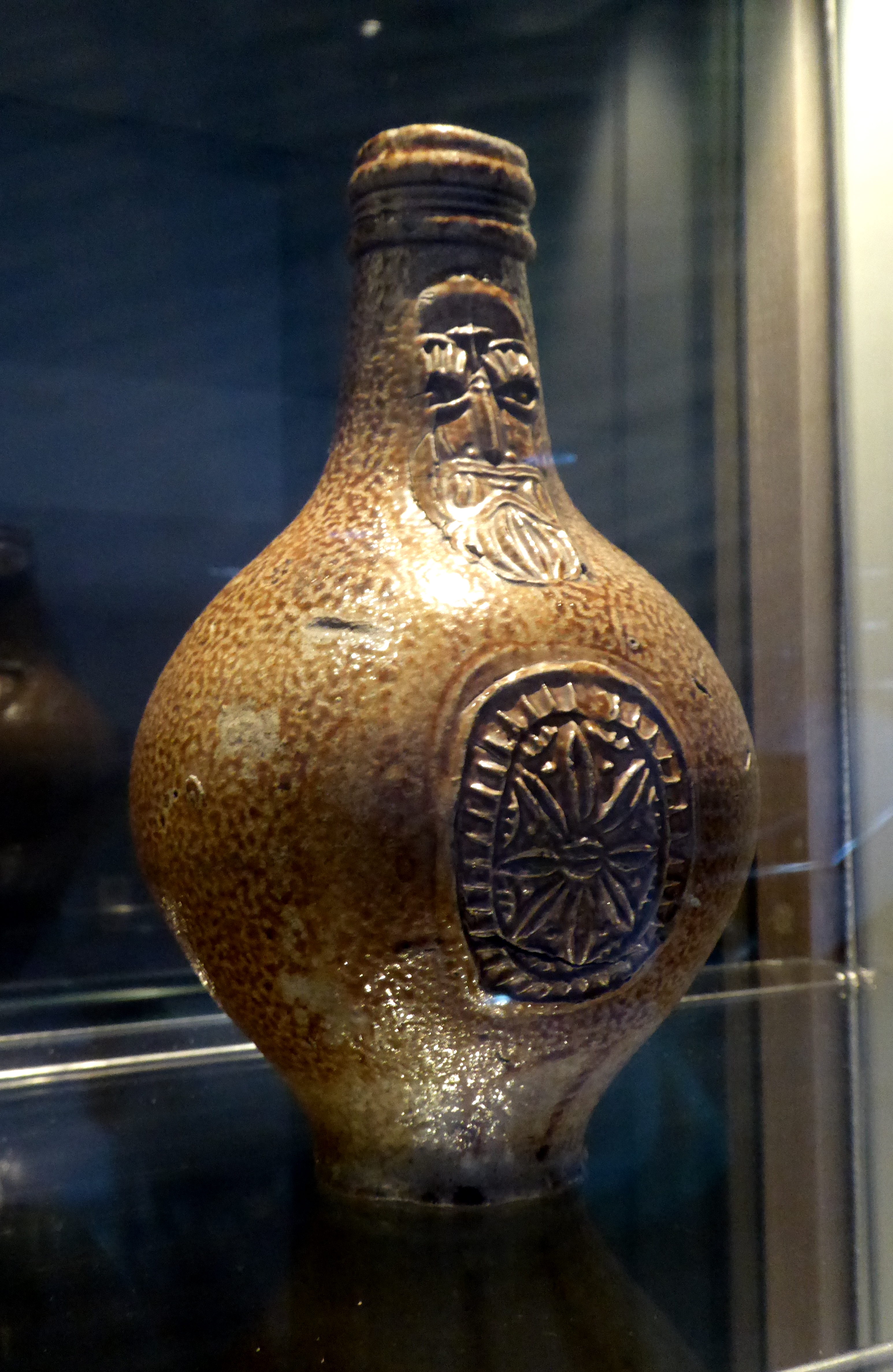
Кувшин, использовавшийся как ведьмина бутылка[англ.], Лондон
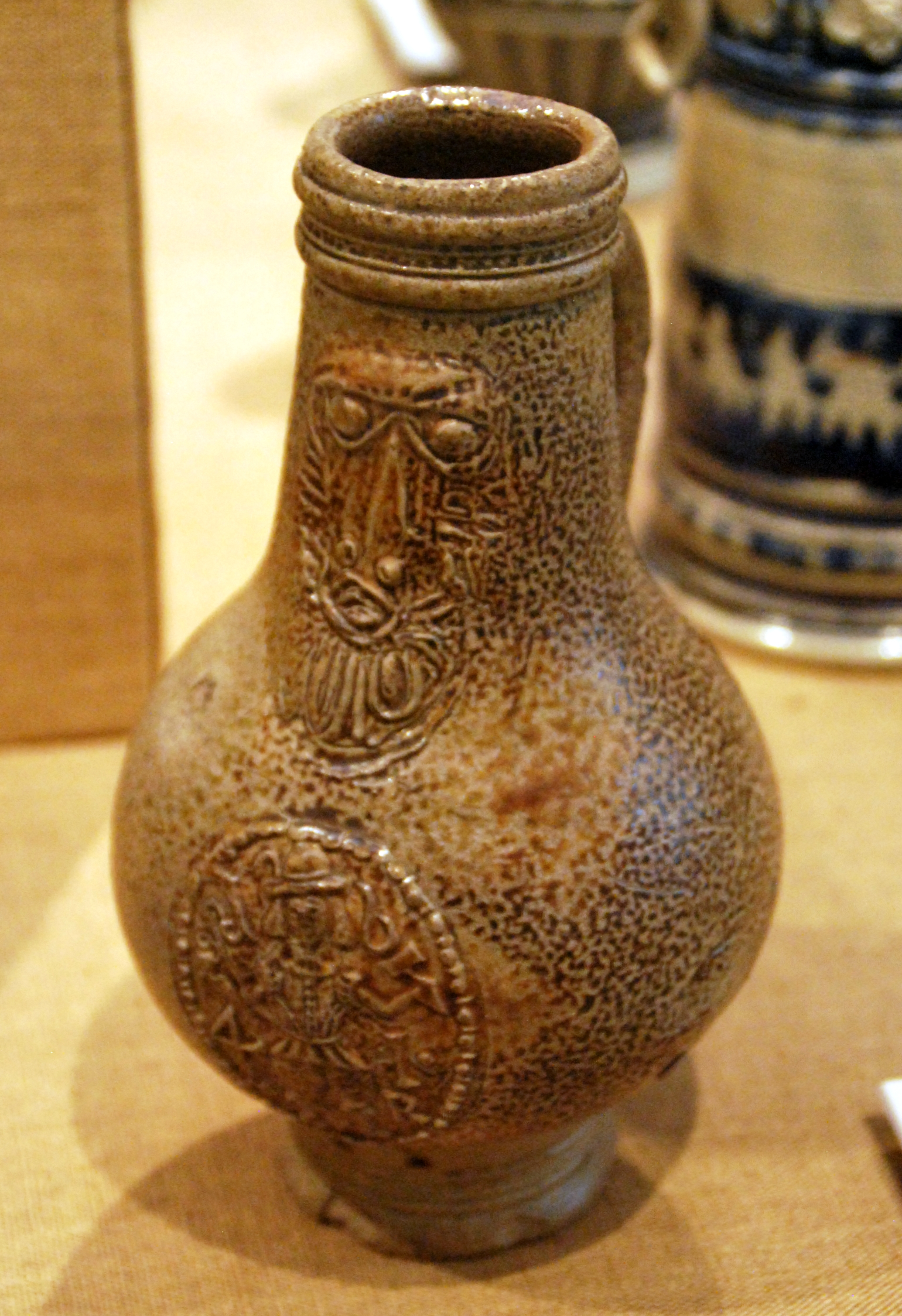
Сосуд 1641 года изготовления, Филадельфия
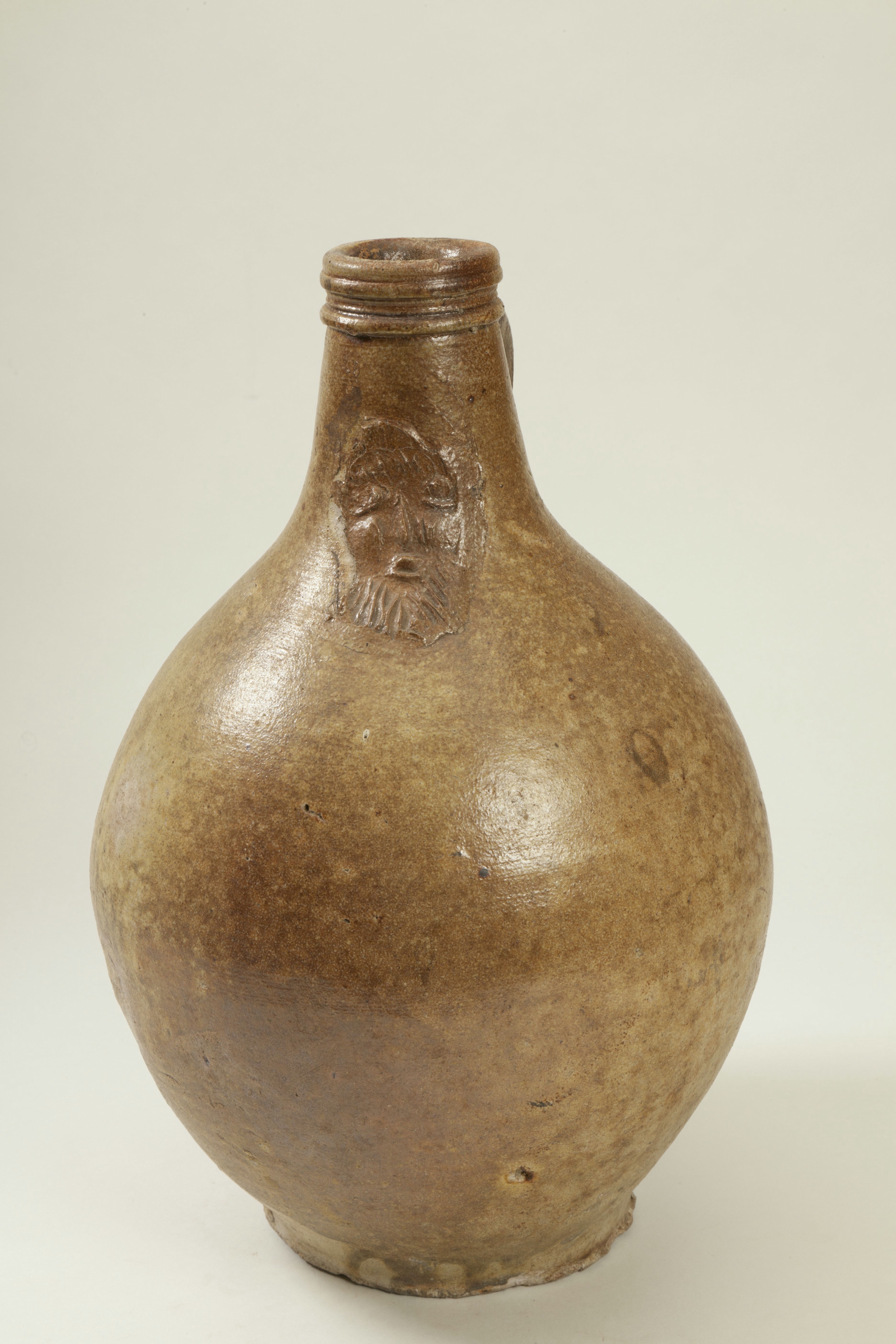
Упрощённый дизайн сосуда XVII века
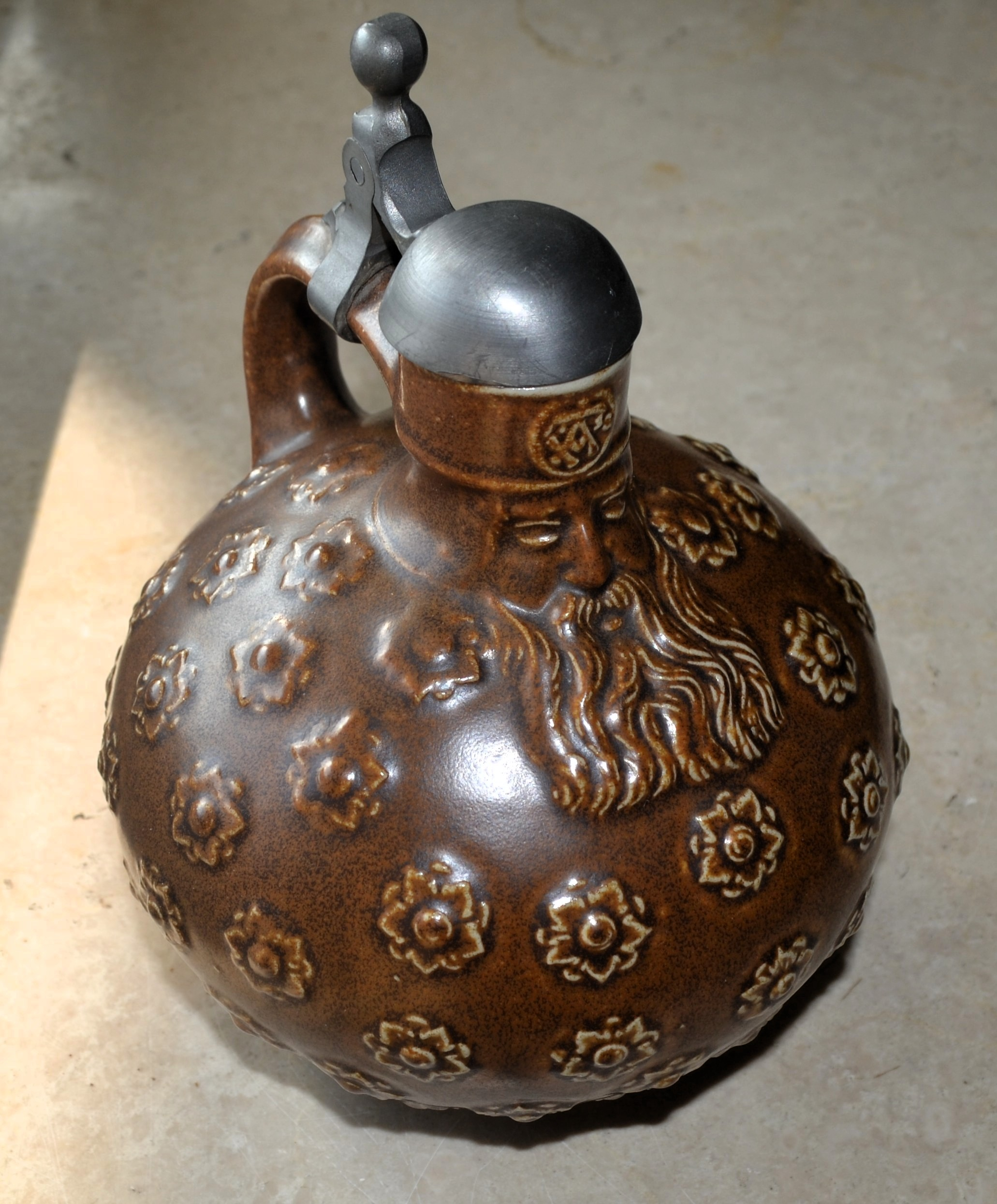
Кувшин с бородачом, изготовленный в Меркельбахе в 1960/70-х годах
Герб Фрехена с кружкой с бородачом
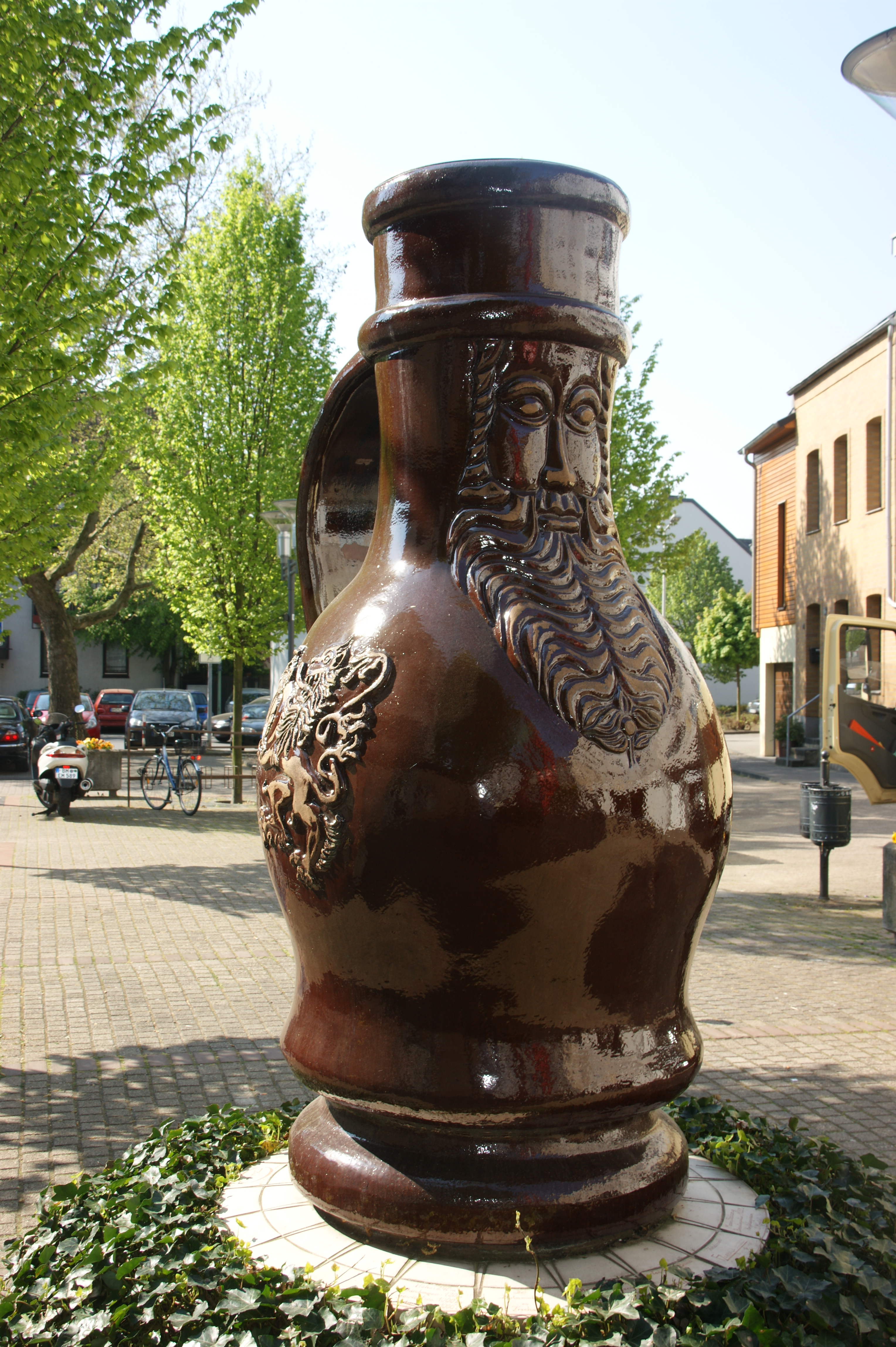
Крупнейший в мире кувшин с бородачом во Фрехене
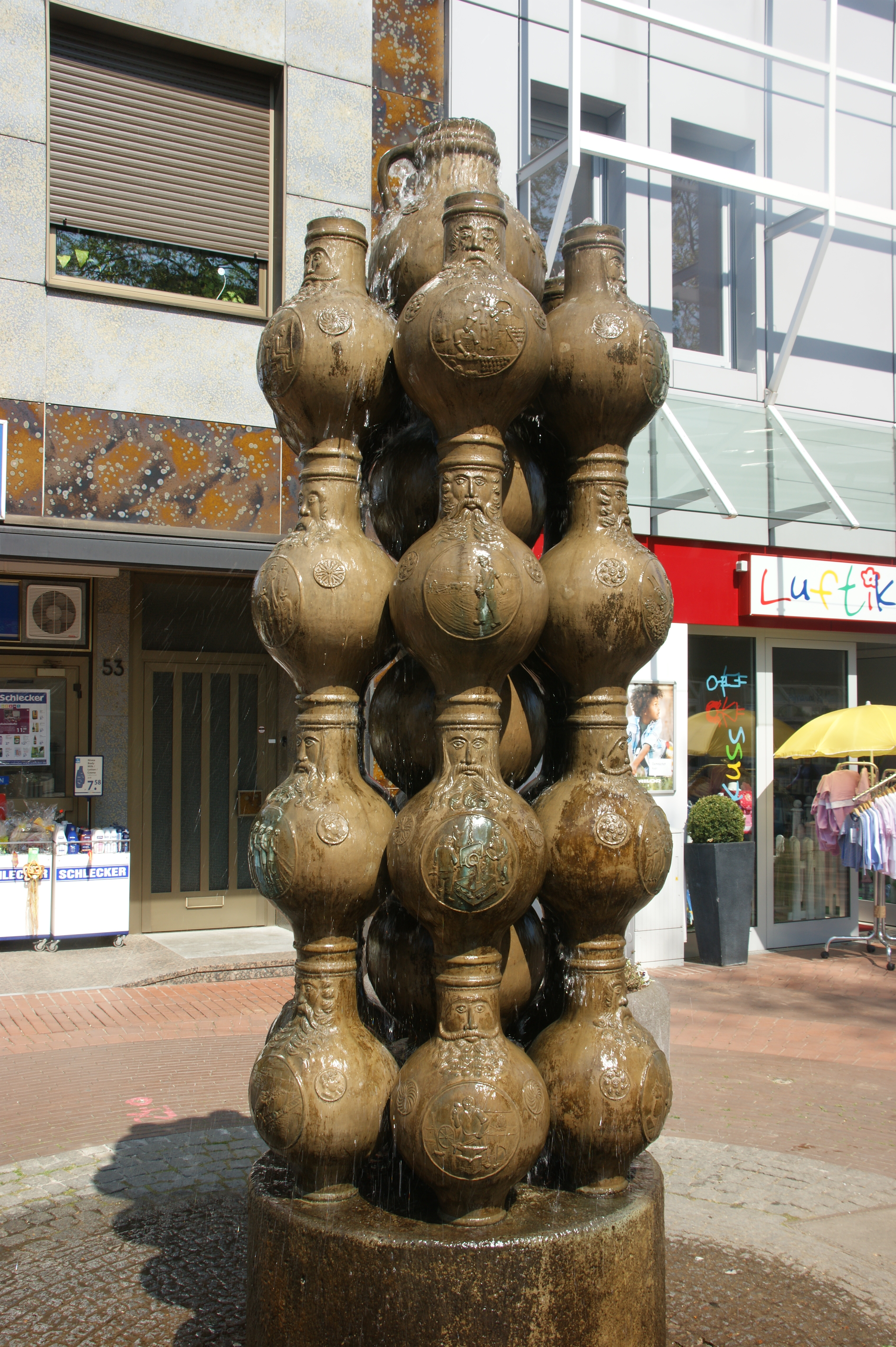
«Фонтан с бородачами» во Фрехене
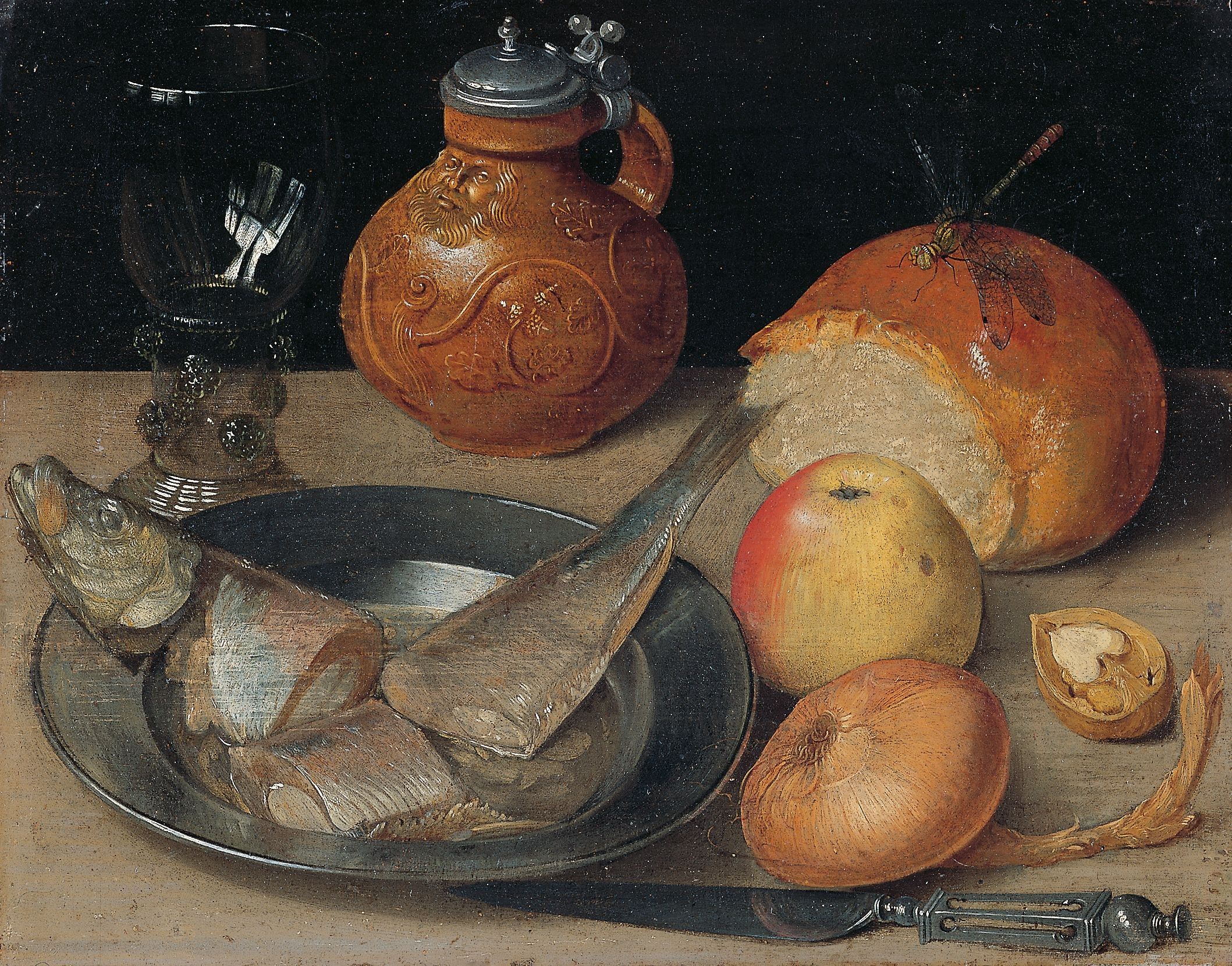
Натюрморт Георга Флегеля с кружкой, 1629 — 1631 год
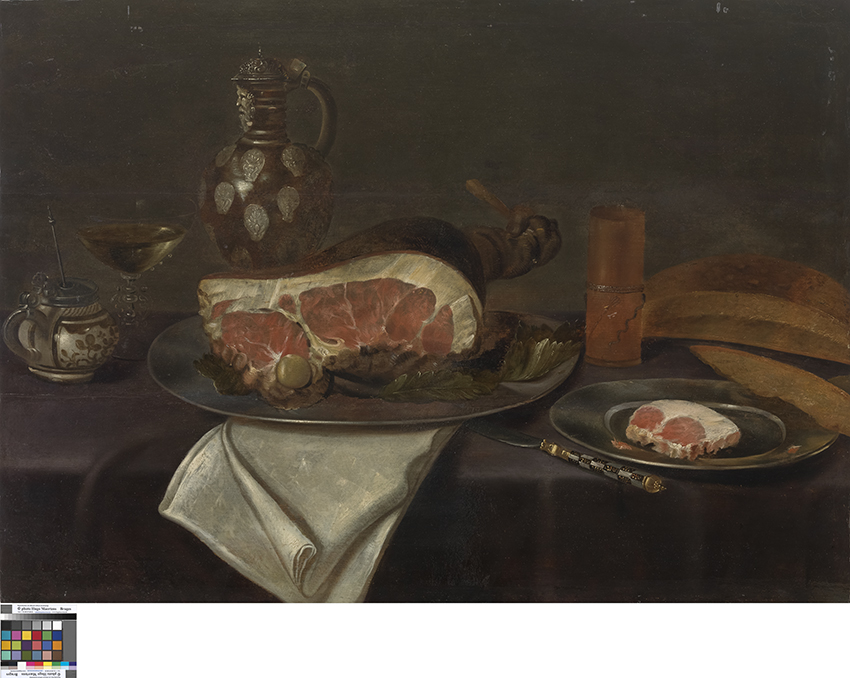
Натюрморт с ветчиной, 1601 — 1650 года
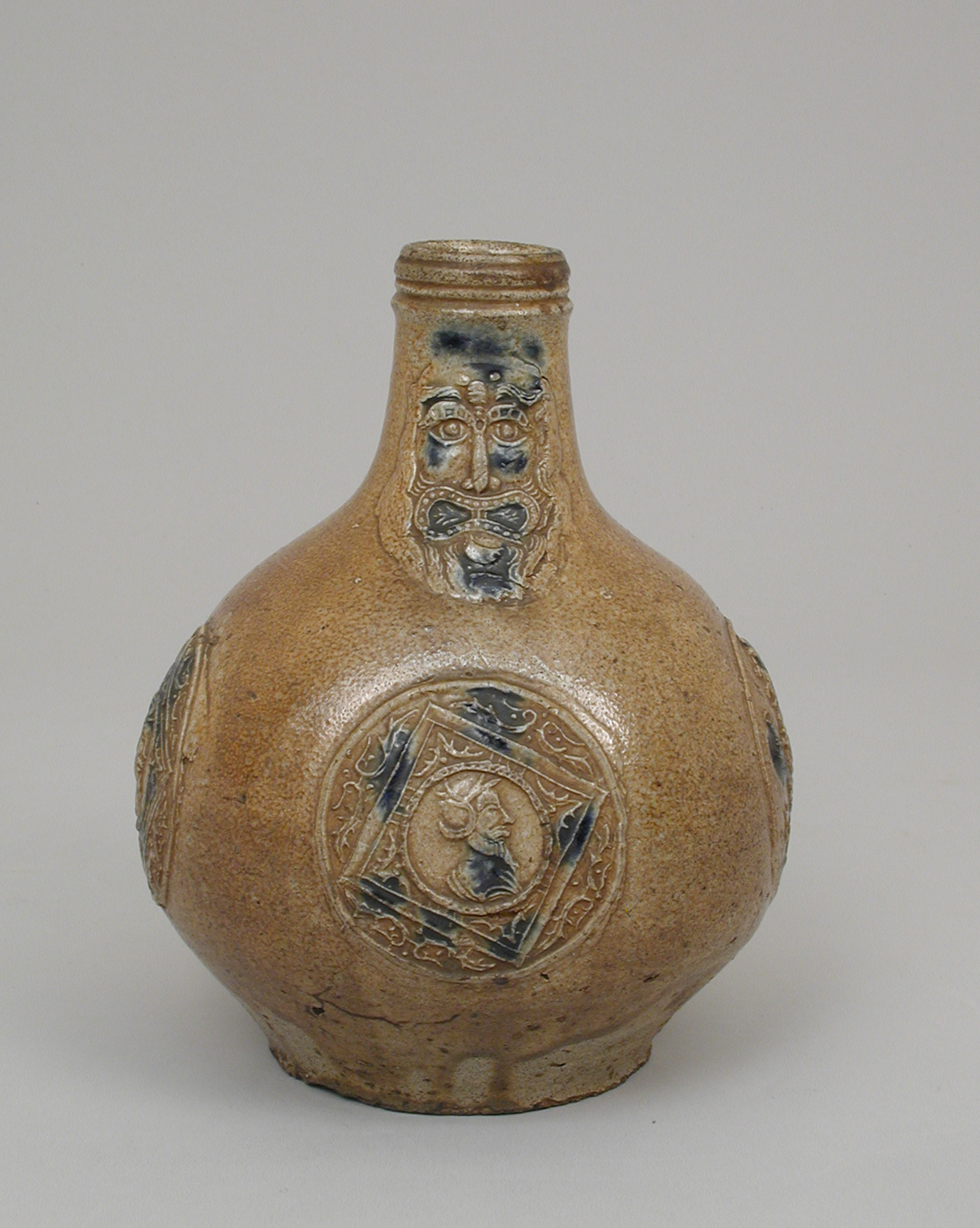
Сосуд с бородачом из Кёльна, XVII век
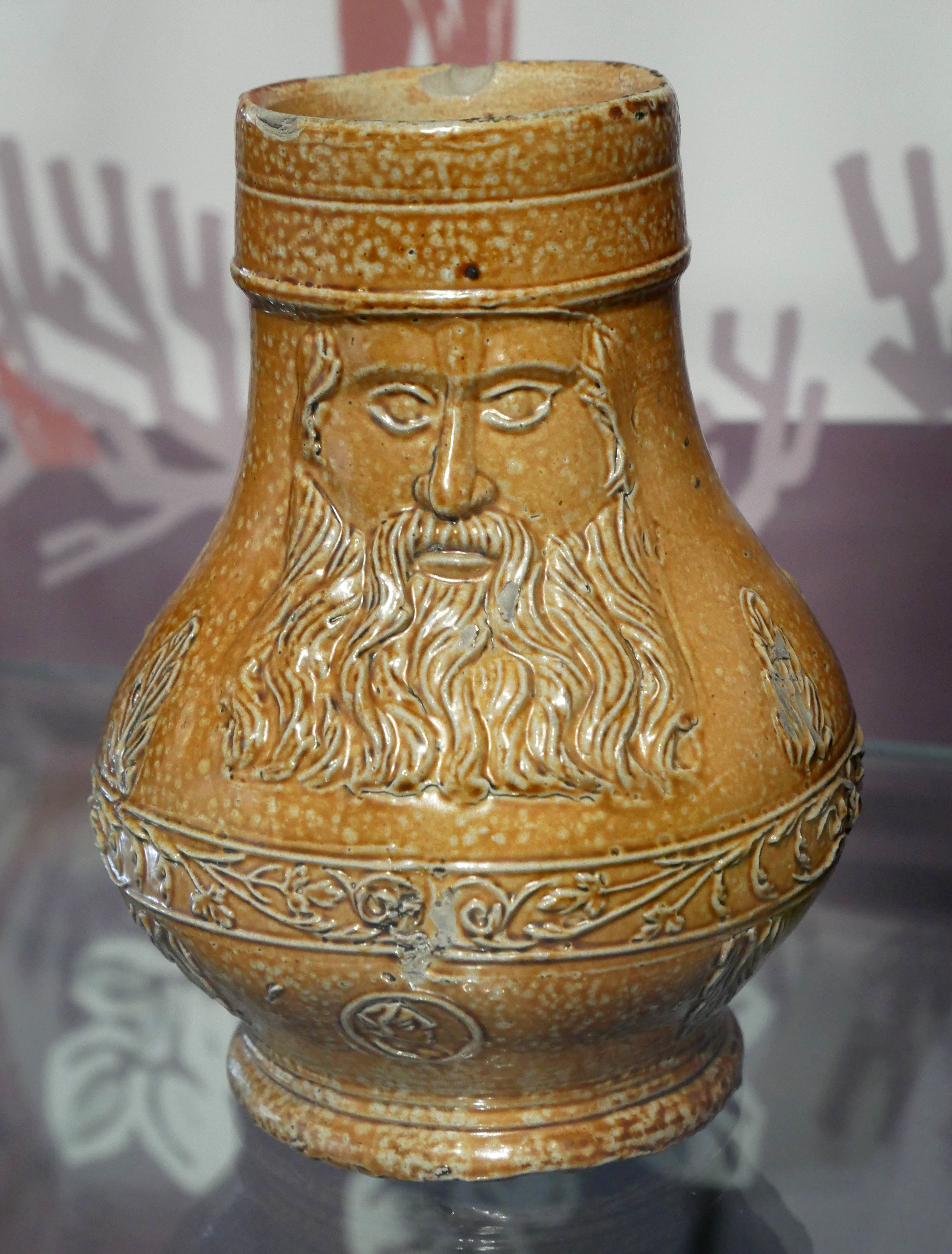
Кувшин  XVI века, Лондон
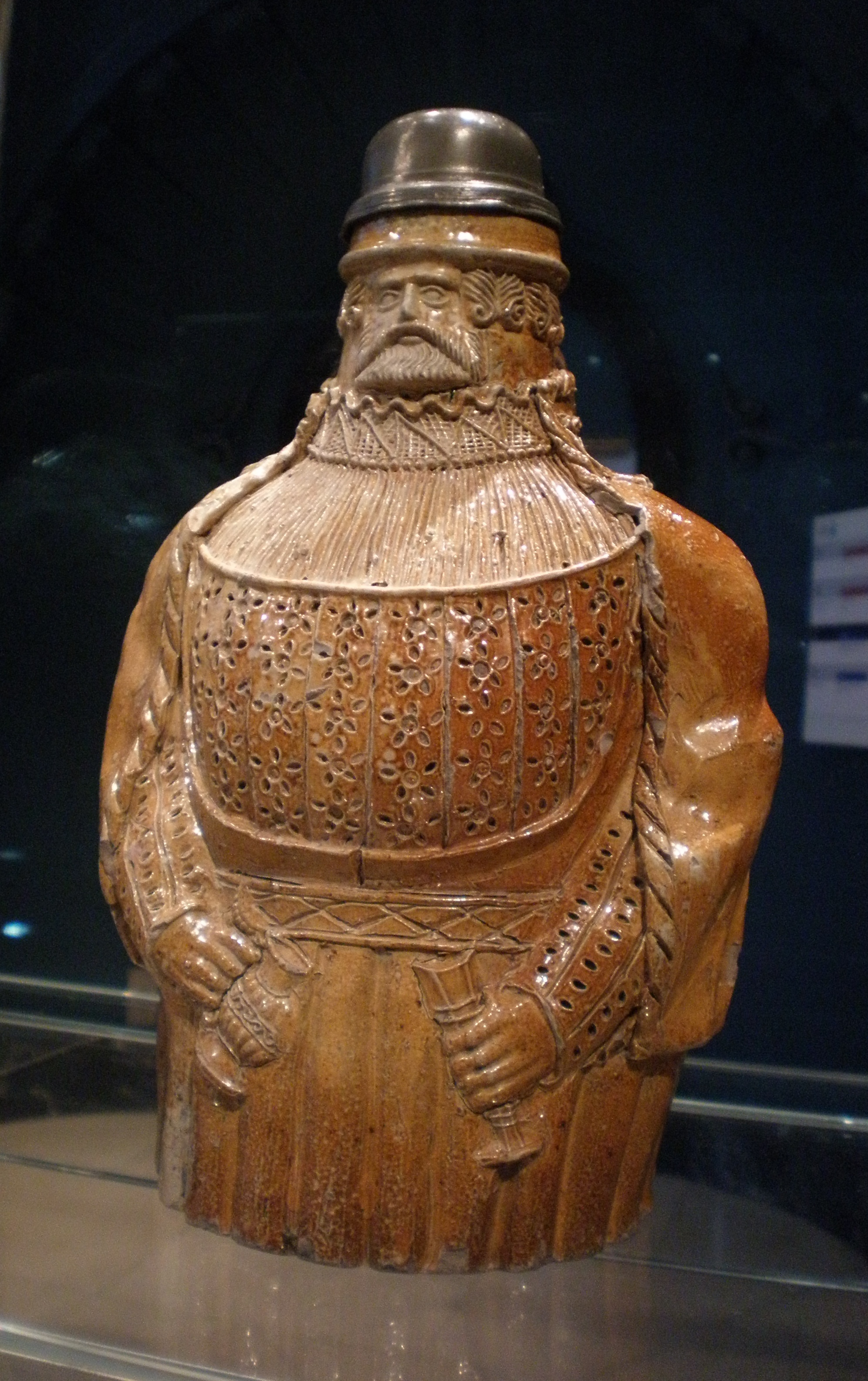
Сосуд 1525—50 года изготовления в Кёльне
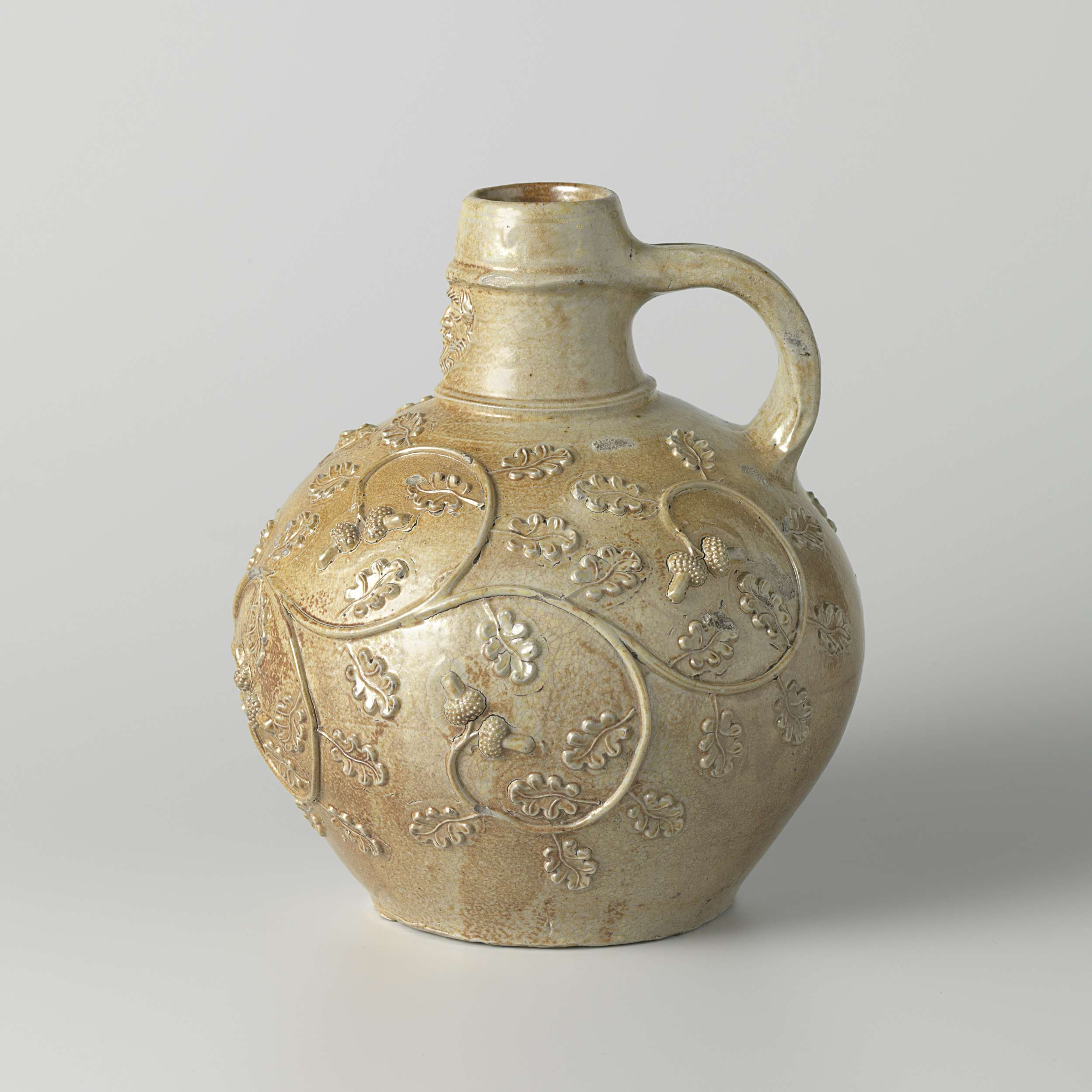
Сосуд с бородачом c листьями дуба 1525 — 1555 года
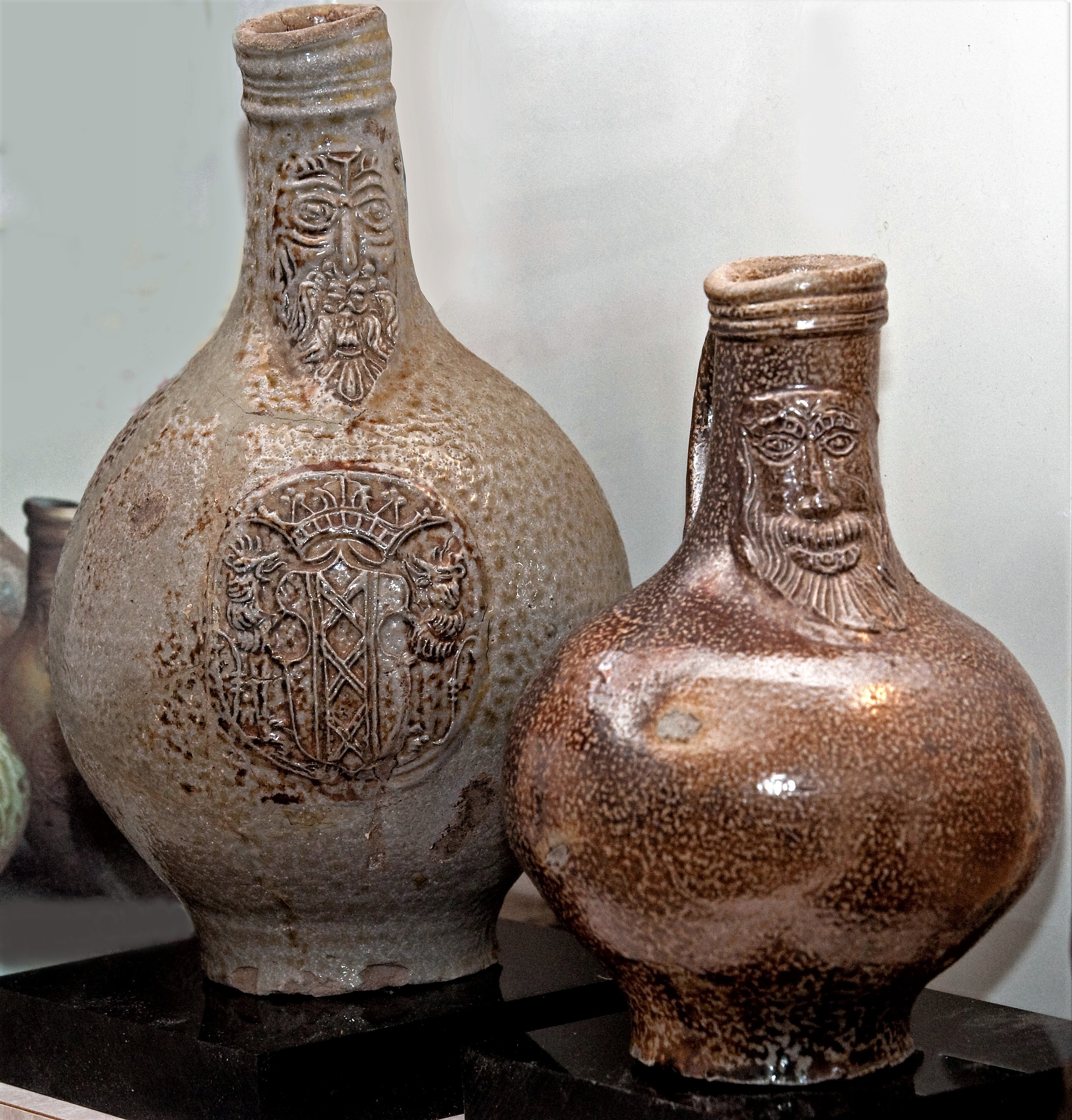
2 сосуда, 1600-е годы, Амстердам